# صفاحة قرنية

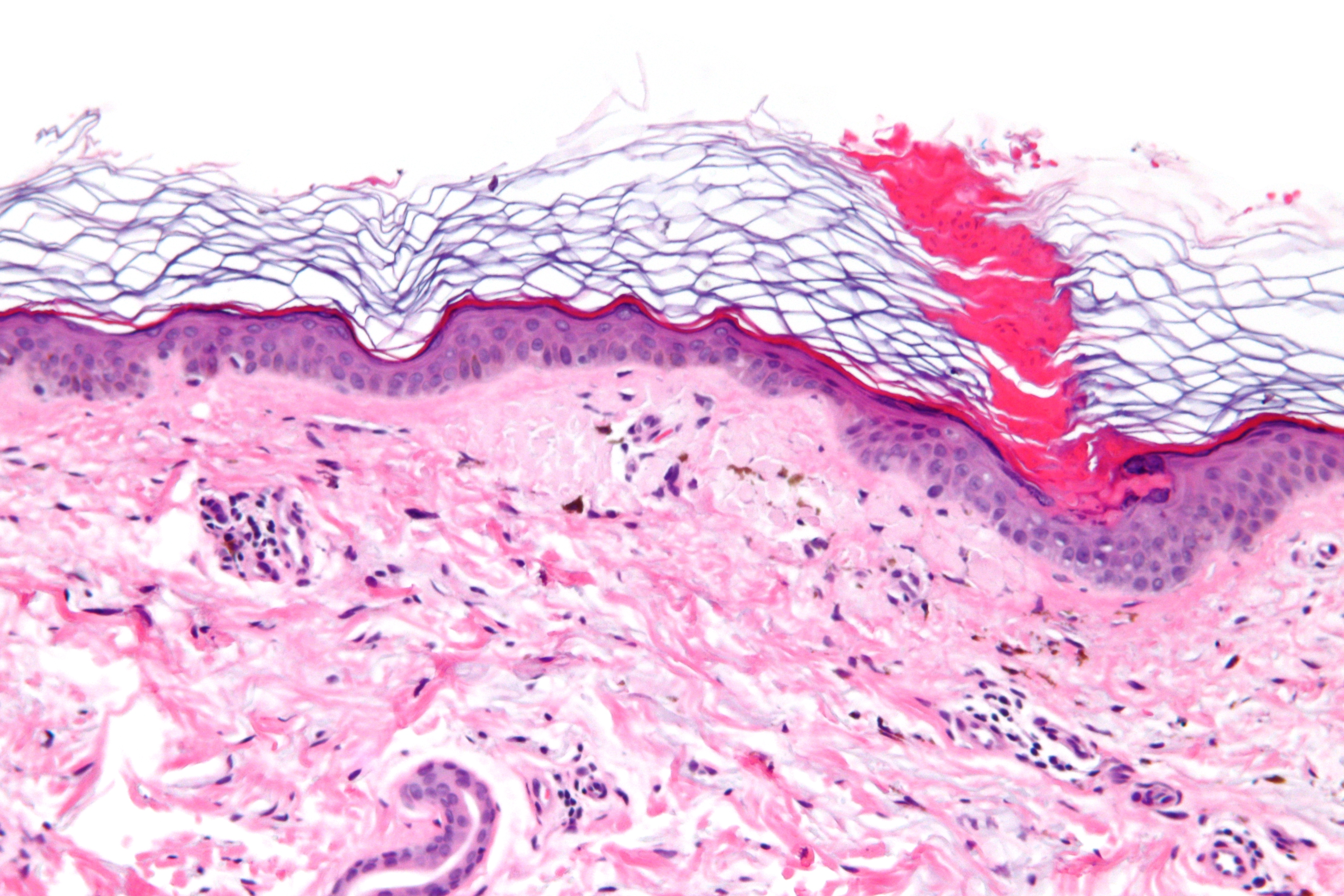
الصفاحة القرنية كما تظهر تحت المجهر بلون وردي غامق في أعلى اليمين ، الصورة لنسيج من شخص مصاب بالتقران المنخرب.

الصفاحة القرنية (بالإنجليزية: cornoid lamella)‏ هي حالة تشريحية مميزة تظهر في حالة التقران المنخرب، حيث يظهر هذا النسيج في جزء من الجلد تحت المجهر على شكل عمود مكدس بشكل وثيق.:532